# Runder Lauch
Der Runde Lauch (Allium rotundum), auch Rundköpfiger Lauch genannt, ist eine Pflanzenart aus der Gattung Lauch (Allium) in der Unterfamilie der Lauchgewächse (Allioideae).

## Beschreibung

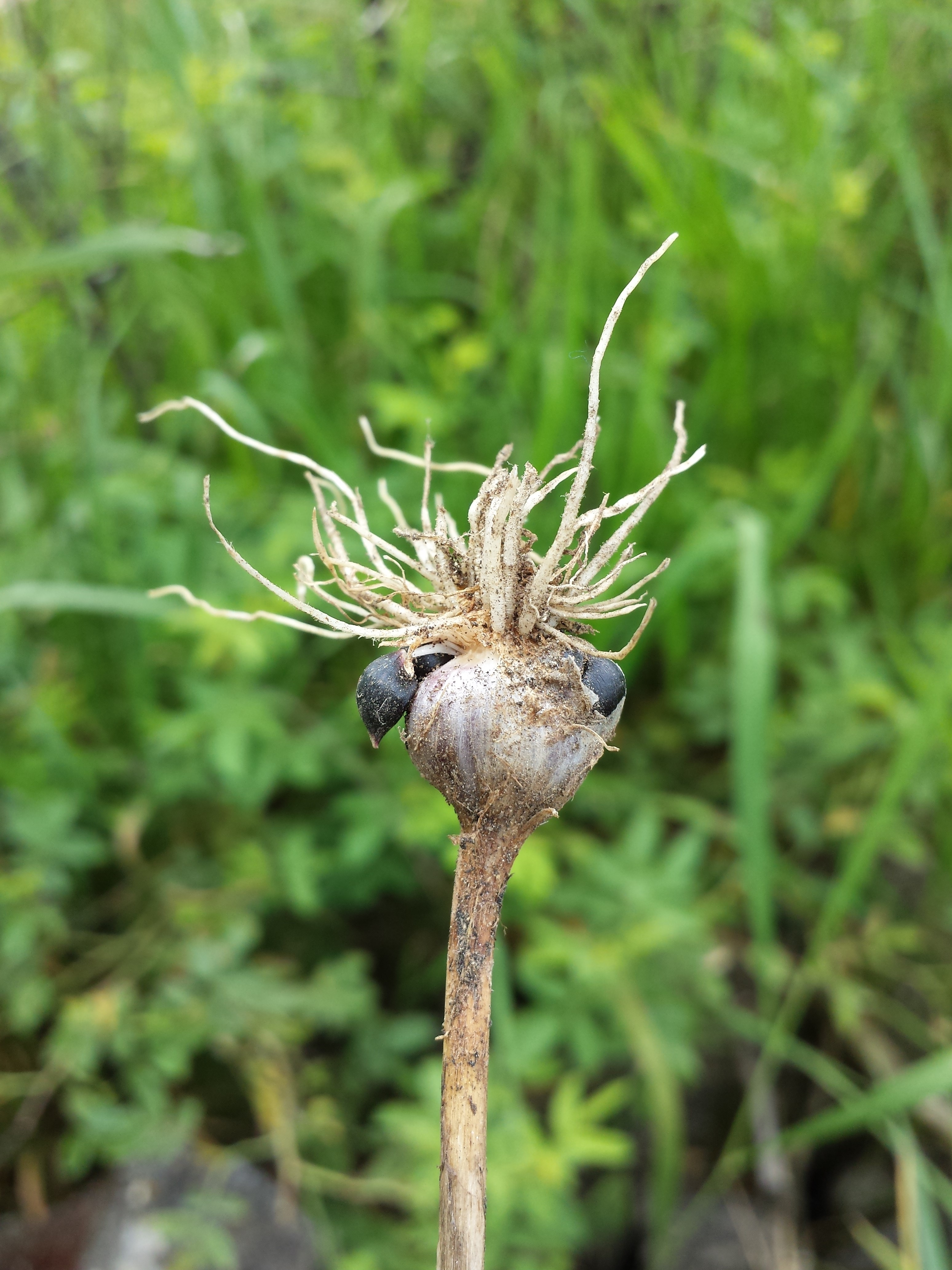
Die Zwiebel weist meist kleine dunkelrote Nebenzwiebeln auf.

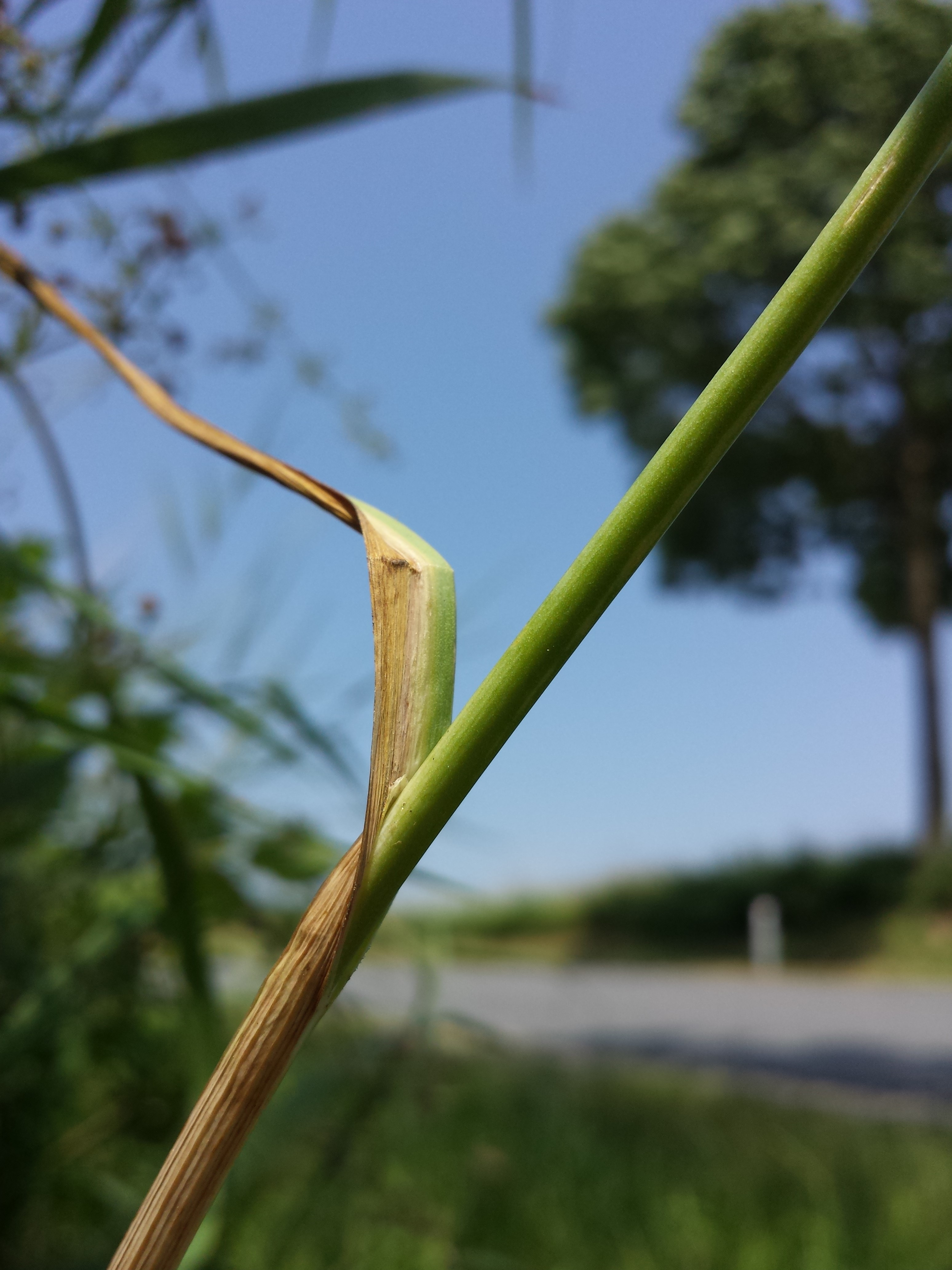
Stängel mit flachem Laubblatt.

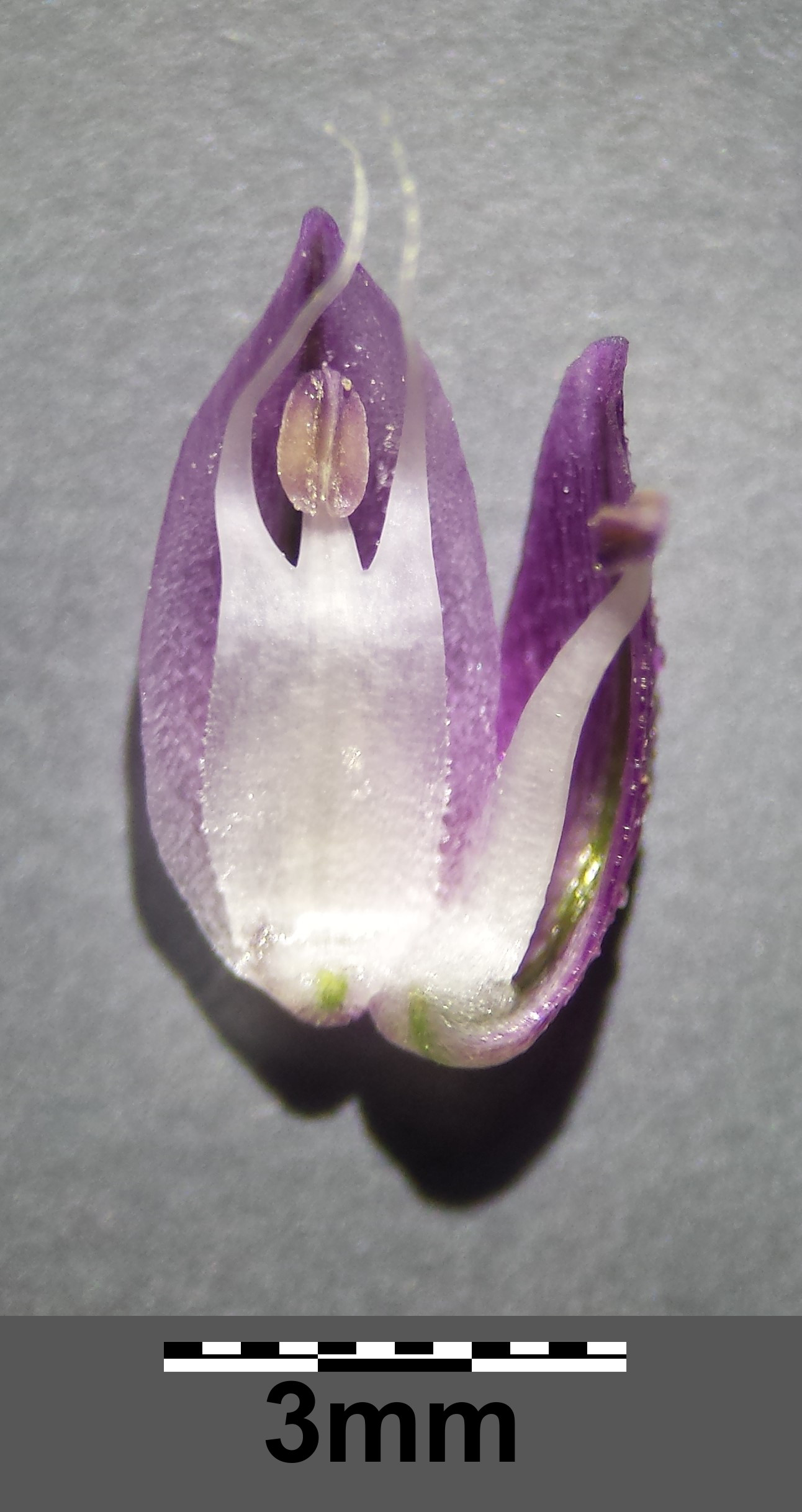
Die inneren Staubfäden sind am Grund verbreitert und weisen seitlich der den Staubbeutel tragenden Spitze zwei fädliche Anhängsel auf.

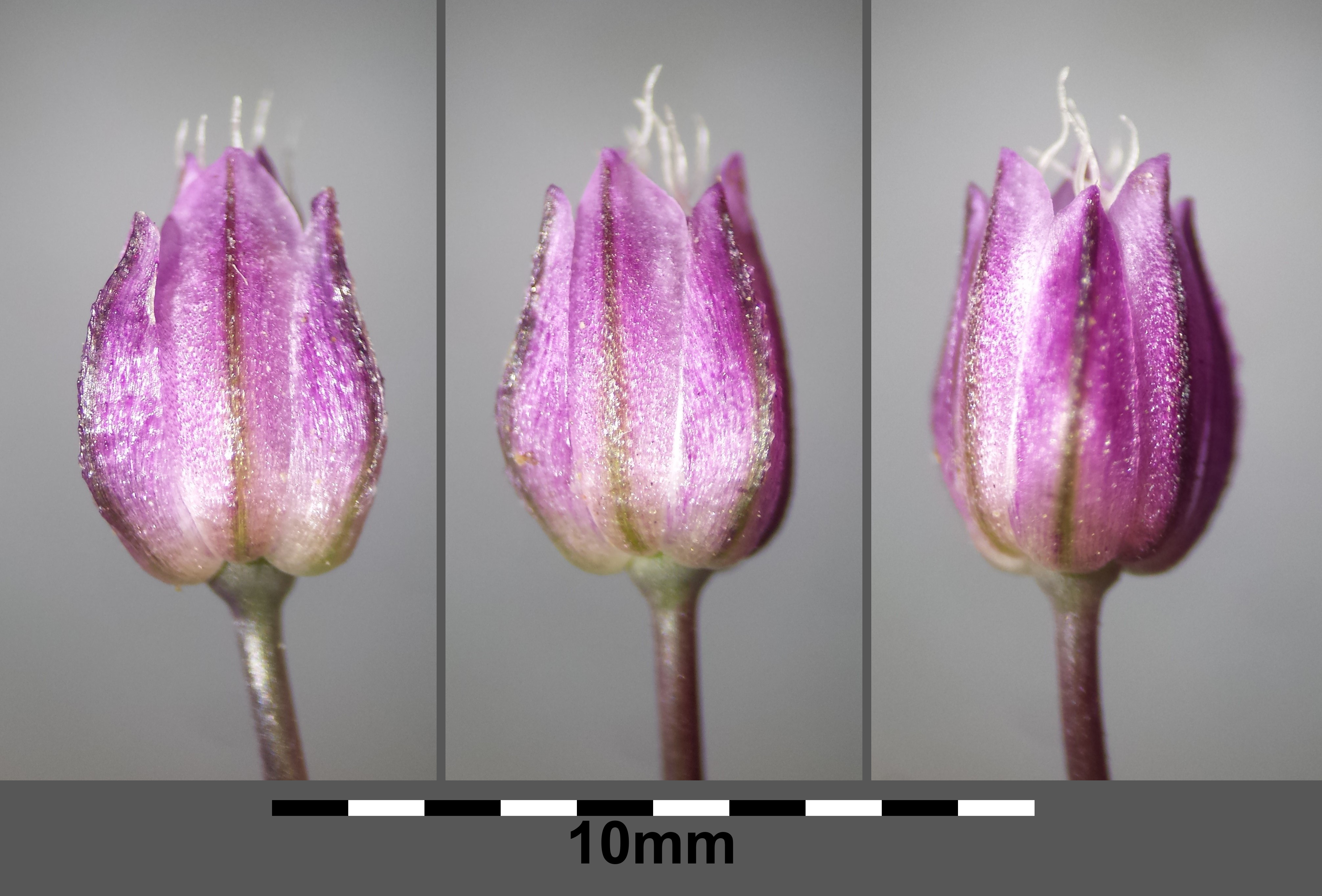
Blüte: nur die seitlichen fadenförmigen Anhängsel der inneren Staubfäden überragen die Perigonblätter.

Der Runde Lauch ist eine ausdauernde krautige Pflanze, die Wuchshöhen von 30 bis 80 cm erreicht. Die Zwiebel ist von mehreren schwärzlichen und lang gestielten Nebenzwiebeln umgeben. Die Laubblätter sind schmal lanzettlich, grasartig und bis 10 mm breit.
Der Blütenstand ist auffallend dicht. Durch verlängerte Blütenstiele der mittleren Blüten erhält der Blütenstand eine charakteristische, eilängliche Form. Die Blüten sind dunkel-purpur gefärbt. Die Staubblätter sind etwa ebenso lang wie die Blütenhüllblätter.
Die Chromosomenzahl der Art ist 2n = 16 oder 48.

## Vorkommen und Gefährdung
Der Runde Lauch ist in Mittel- und Südosteuropa sowie in Südwest-Asien verbreitet. Er kommt von Mitteleuropa bis zum Iran vor.   Er wächst auf gestörten Halbtrockenrasen, an Böschungen, Säumen von Trockenwäldern und -gebüschen. Früher war er auch oft an Rändern von Äckern zu finden. Er bevorzugt mäßig trockenen bis mäßig frischen, basen- und nährstoffreichen Löss-, Lehm und Tonboden in warmen Lagen. Er kommt gern in Gesellschaften der Ordnung Polygono-Chenopodietalia vor.
Der Runde Lauch wird in der Roten Liste der Farn- und Blütenpflanzen Deutschlands als gefährdet geführt.